# 1955 aux États-Unis
Pour des articles plus généraux, voir Chronologie des États-Unis et 1955.
Chronologie des États-Unis
- 1951
- 1952
- 1953
- 1954
- 1955
- 1956
- 1957
- 1958
- 1959

Cette page concerne des événements d'actualité qui se sont produits durant l'année 1955 du calendrier grégorien aux États-Unis.

## Gouvernement
- Président : Dwight D. Eisenhower
- Vice-Président : Richard Nixon
- Secrétaire d'État : John Foster Dulles
- Secrétaire à la Défense : Charles E. Wilson
- Directeur de la CIA : Allen Dulles

## Événements

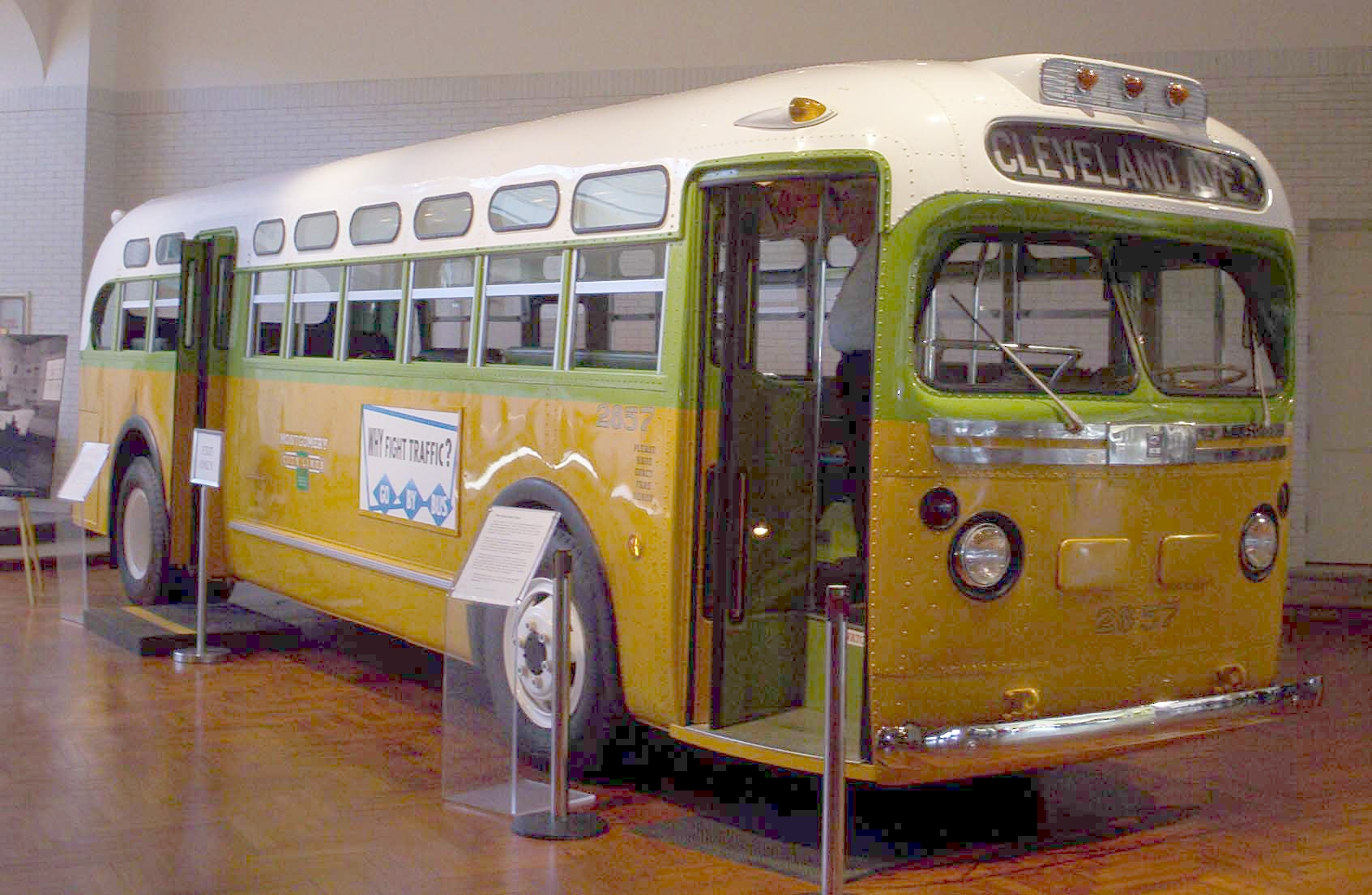
: Rosa Parks

- 25 janvier : Première crise du détroit de Taïwan. Le Congrès des États-Unis adopte la résolution de Formose, autorisant le président Eisenhower à utiliser la force nucléaire contre la Chine qui menaçait Taïwan. Mais le refus de l'OTAN de s'impliquer dans un conflit de cette ampleur et le renoncement chinois d'envahir Formose permet d'aboutir à un cessez-le-feu signé le 1er mai.
- 1er février : le Sénat américain ratifie le traité qui crée l’OTASE.
- 9 février : regroupement des deux plus importants syndicats américains, l'American Federation of Labour (10,2 millions d'adhérents) et le Congress of Industrials Organisations (5,2 millions d'adhérents) pour former l'AFL-CIO, dont George Meany prend la présidence. Ce nouveau syndicat représente 25 % des ouvriers américains et constitue le plus puissant des syndicats des pays occidentaux.
- 18 février-15 mai : opération Teapot, série de quatorze essais nucléaires réalisée au site d'essais du Nevada.
- 24 février : 12e cérémonie des Golden Globes.
- 16 mars : Déclaration d'Eisenhower affirmant que les États-Unis sont prêts à utiliser l’arme atomique en cas de conflit avec la Chine communiste.
- 31 mars : Excise Tax Reduction Act. Loi fiscale réduisant la charge fiscale sur les droits de succession et les taxes instituées par l’administration précédente sur le téléphone, les produits à forte valeur ajoutée et sur les inscriptions. Abaissement de 10 % des droits de douane.
- 4 avril : accident aérien de Long Island.
- 15 avril : ouverture du premier restaurant « McDonald's » à Des Plaines dans l'Illinois, créé par l'américain Ray Kroc.
- 1er mai : Cessez-le-feu entre l'Armée Populaire de Libération (Chine communiste) les troupes de Taiwan (Chine nationaliste). Les États-Unis déploient la 7e Flotte comme force d'interposition entre les deux belligérants.
- 14 mai : opération Wigwam, essai atomique sous-marin au large de San Diego.
- 17 juillet : ouverture de Disneyland à Anaheim en Californie, c'est le premier parc de la Walt Disney Company.
- 17 août : l'ouragan Diane atteint la côte de la Caroline du Nord.
- 21 août : rencontre de Kelly-Hopkinsville.
- 28 août : assassinat d'Emmett Till.
- 23 - 24 septembre : malaise cardiaque du président Eisenhower. Le vice-président Richard Nixon exerce le pouvoir.
- 1er novembre :
  - crash du Vol United Airlines 629 détruit par une charge de dynamite placée par Jack Gilbert Graham.
  - début du Project 56, série de cinq essais atomiques atmosphériques au site d'essais du Nevada..
- 1er décembre : dans un autobus, à Montgomery, en Alabama, la couturière Rosa Parks refuse de céder son siège à un Blanc.
- 5 décembre : début d'un boycott des bus de Montgomery (Alabama) contre la ségrégation, à la suite de l'affaire Rosa Parks, sous la direction du pasteur Martin Luther King. Le boycott durera 381 jours et sera suivi par 95 % des Noirs de Montgomery. Succès de l'opération, fin de la ségrégation dans les bus.
- 31 décembre : General Motors devient la première société américaine à déclarer des revenus dépassant un milliard de dollars pour une seule année.
- Dans le cadre du programme Aquatone, une base militaire secrète est créée par un partenariat entre l'USAF et la CIA sur le site de Groom Lake au Nevada : c'est la Zone 51.
- Arrivée des premiers conseillers militaires américains au Vietnam.

## Économie et société
- Légère déflation (-0,1 %)
- Les dépenses publiques représentent 22,4 % du PNB, soit 90 milliards de dollars (15 % pour l’Administration fédérale).
- Augmentation rapide des dépenses de recherche et de développement (5,6 milliards de dollars en 1955, plus de 12 en 1960).
- 31 milliards de dollars de dépenses militaires. La priorité donnée au nucléaire militaire s'accompagne d'un développement croissant de la supériorité aérienne (US Air Force) du pays. Cette réorientation de la stratégie militaire nationale par le nouveau président Eisenhower amène les États-Unis à diminuer drastiquement les budgets de l'US Army et de l'US Navy. Les forces armées des États-Unis ont ainsi vu leur effectif fondre de 700 000 hommes depuis la fin de la guerre de Corée.
- Excédent budgétaire.
- 4,3 % de chômeurs.
- Début de la présence militaire américaine au Vietnam. Elle durera 20 ans.